# Penalizacja kontaktów homoseksualnych
Współcześnie prawo przewidujące kary za kontakty homoseksualne jest obecne w 74 krajach i terytoriach świata. W 47 krajach i terytoriach karane są zarówno kontakty między kobietami, jak i mężczyznami, a w 28 tylko kontakty seksualne między mężczyznami. Prawa te są obecne w krajach Afryki, Azji, niewielkich państwach Oceanii, Ameryki Środkowej oraz w Europie (Czeczenia).
Rodzaj kary jest zróżnicowany, w zależności od kraju. Najwyższym wymiarem kary za kontakty homoseksualne jest kara śmierci, zapisana w systemach prawnych następujących krajów: Afganistan, Arabia Saudyjska, Czeczenia, Iran, Jemen, Mauretania, Somalia, Sudan, Zjednoczone Emiraty Arabskie (z wyjątkiem emiratu Dubaj, gdzie za stosunek homoseksualny grozi 10 lat więzienia), w Nigerii (12 stanów). Amnesty International notuje także tortury, okrutne i nieludzkie traktowanie (w tym kary cielesne, gwałty i przymusowe terapie konwersyjne), ataki na obrońców praw człowieka należących do mniejszości seksualnych (np. FannyAnn Eddy), odmowa legalizacji organizacji osób LGBT, więzienie i inne formy dyskryminacji.
Kary za kontakty homoseksualne są potępiane przez Komitet Praw Człowieka ONZ, Human Rights Watch i Amnesty International i inne organizacje praw człowieka i obywatela, oraz przez przywódców państw i organizacji religijnych.

## Historia

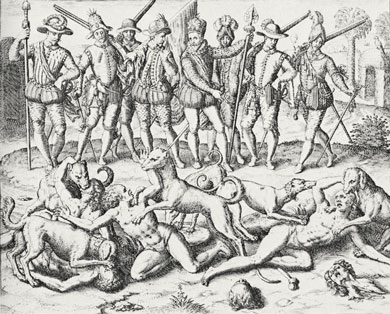
Hiszpański konkwistador Vasco Núñez de Balboa karze śmiercią Indian za seks homoseksualny przez zjedzenie żywcem przez psy wojenne, Ameryka, 1594 rok.

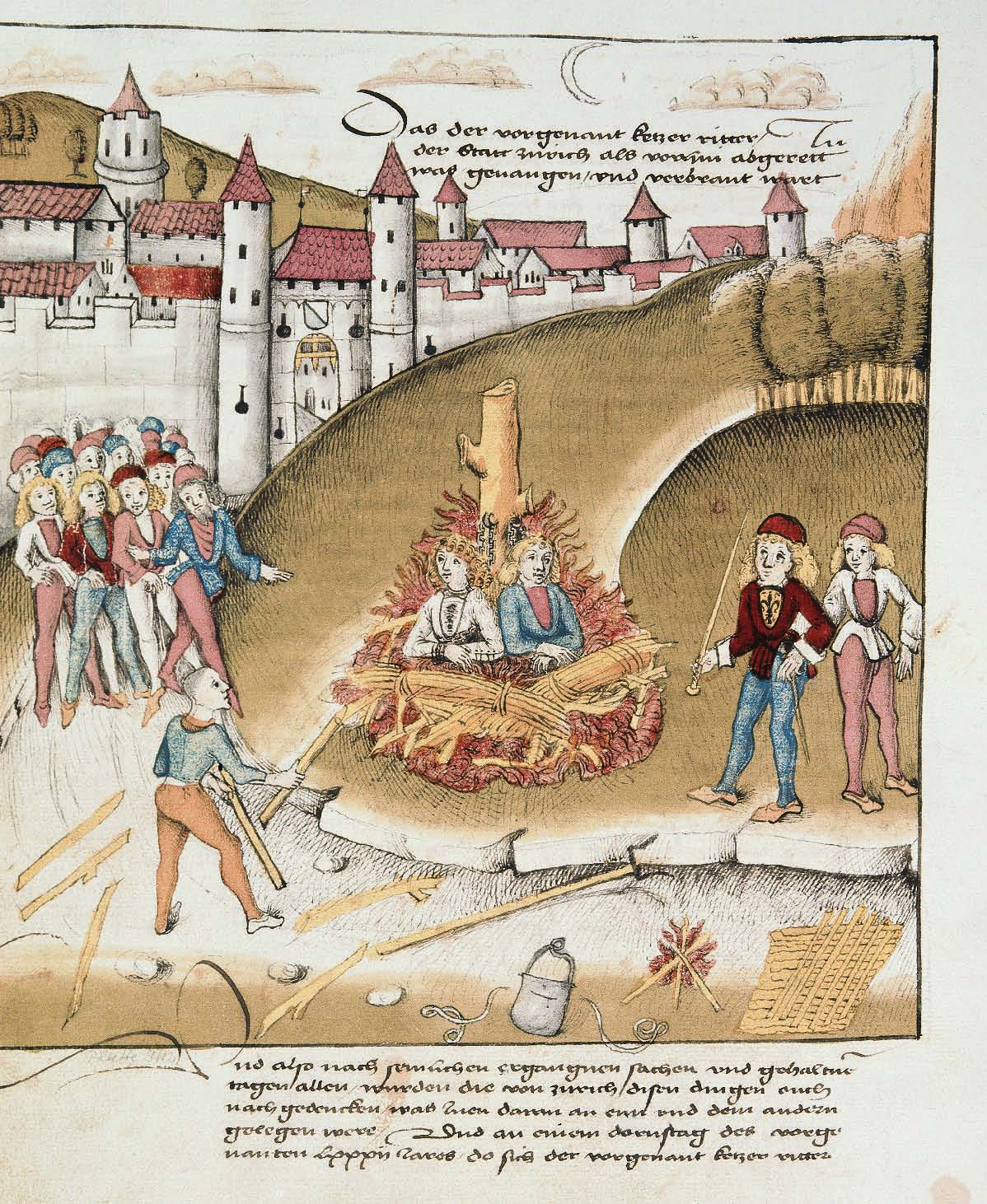
Rycerz von Hohenberg ze swoim giermkiem spalony na stosie za kontakty homoseksualne, Zurych, 1482.

### Starożytność i średniowiecze
Najstarszy zachowany zapis penalizujący kontakty homoseksualne pochodzi z kodeksu Asyrii z 1075 roku p.n.e., który za stosunek seksualny pomiędzy mężczyznami przewidywał karę kastracji. Seks analny między osobami tej samej płci był ogólnie potępiany przez bliskowschodnie kultury w starożytności.
W krajach zachodnich karalność kontaktów homoseksualnych była konsekwencją rozprzestrzeniania się wizji świata podyktowanej przez religie abrahamiczne, zwłaszcza chrześcijaństwo i judaizm, które odnoszą się do homoseksualizmu w Księdze Kapłańskiej (18,22 i 20,13). Według najczęściej przyjmowanej interpretacji (i niegdyś jedynej), ten cytat potępia kontakty homoseksualne, twierdząc, że kontakty homoseksualne będą ukarane śmiercią (przez niejasnego agensa – Boga, wyznawców danej religii lub innego). Sami badacze biblijni nie są zgodni, czy grzechem sodomskim był homoseksualizm, który jest jedną z teorii. Inne teorie skupiają się na tym, że mieszkańcy tych miast byli niegościnni lub chcieli zgwałcić gości (stosunek bez obopólnej zgody).
Mimo to, historycznie fragmenty te były cytowane przez chrześcijan i żydów jako uzasadnienia prześladowania osób homoseksualnych na przestrzeni wieków, a instytucje kościelne żądały za homoseksualizm kary śmierci (podczas soboru laterańskiego w 1179).
W roku 342 chrześcijański cesarz rzymski Konstans wydał ustawę zakazującą kontaktów homoseksualnych, tolerowanych lub akceptowanych wcześniej w świecie grecko-rzymskim. Paradoksalnie, źródła historyczne potwierdzają fakt, że sam władca znany był ze swoich skłonności do osób tej samej płci.
Cesarz Teodozjusz I ustanowił w 390 r. karę śmierci przez spalenia na stosie dla biernych partnerów homoseksualnych stosunków seksualnych
W 533 r. bizantyjski cesarz Justynian, który wykorzystywał chrześcijaństwo do umacniania władzy, rozszerzył karalność także na aktywnych partnerów homoseksualnych. Karą była kastracja.
Jak dowodził św. Augustyn spośród wszystkich grzechów najgorszy jest „grzech przeciw naturze”, bo „pożycie samo jest tu pogwałcone, a przecież winno ono być z Bogiem; bo perwersyjną lubieżnością plami się naturę, której On sam jest Twórcą”. Za grzech taki uchodziły praktycznie wszystkie praktyki seksualne nieukierunkowane na prokreację: masturbacja, seks homoseksualny, seks heteroseksualny dla przyjemności w oderwaniu od prokreacji i inne zachowania seksualne określane łącznie mianem „sodomii”, za którą chrześcijański cesarz Teodozjusz I Wielki, za namową ówczesnego biskupa Mediolanu świętego Ambrożego, w 390 roku wprowadził karę śmierci poprzez spalenie na stosie.
W 1252 św. Tomasz uznał homoseksualizm za „herezję” i, w ślad za św. Augustynem, „grzech przeciwko naturze”. W 1450 papież upoważnił inkwizycję do ścigania homoseksualizmu (karą był stos). W późniejszych czasach, wiele kodeksów świeckich, pod wpływem presji kościoła, utrzymało kary za homoseksualizm.

### Czasy nowożytne
Począwszy od XVIII wieku stopniowo znoszono karalność kontaktów homoseksualnych, zwłaszcza w krajach zachodnich, w których kontakty homoseksualne zwykle były karalne de facto lub de iure. Pierwszym krajem na świecie, który oficjalnie zdepenalizował kontakty homoseksualne (po wcześniejszym okresie karania), była Francja w 1791 roku, natomiast państwami, które powróciły do karania homoseksualizmu po wcześniejszym okresie niekarania są:
- Indie (2013) de iure, wcześniej po dekryminalizacji w 2009
- Belize (2003), po wcześniejszej dekryminalizacji w 1988. W 2016 wyrokiem Sądu Najwyższego uznano penalizację za niekonstytucyjną[16][17]

były:
- ZSRR (1933), po wcześniejszej dekryminalizacji w 1922

## Stan obecny
1790–1799
     1800–1819
     1820–1829
     1830–1839
     1840–1859
     1860–1869
     1870–1879
     1880–1889
     1890–1909
     1910–1919
     1920–1929
     1930–1939
     1940–1949
     1950–1959
     1960–1969
     1970–1979
     1980–1989
     1990–1999
     2000–2009
     Od 2010

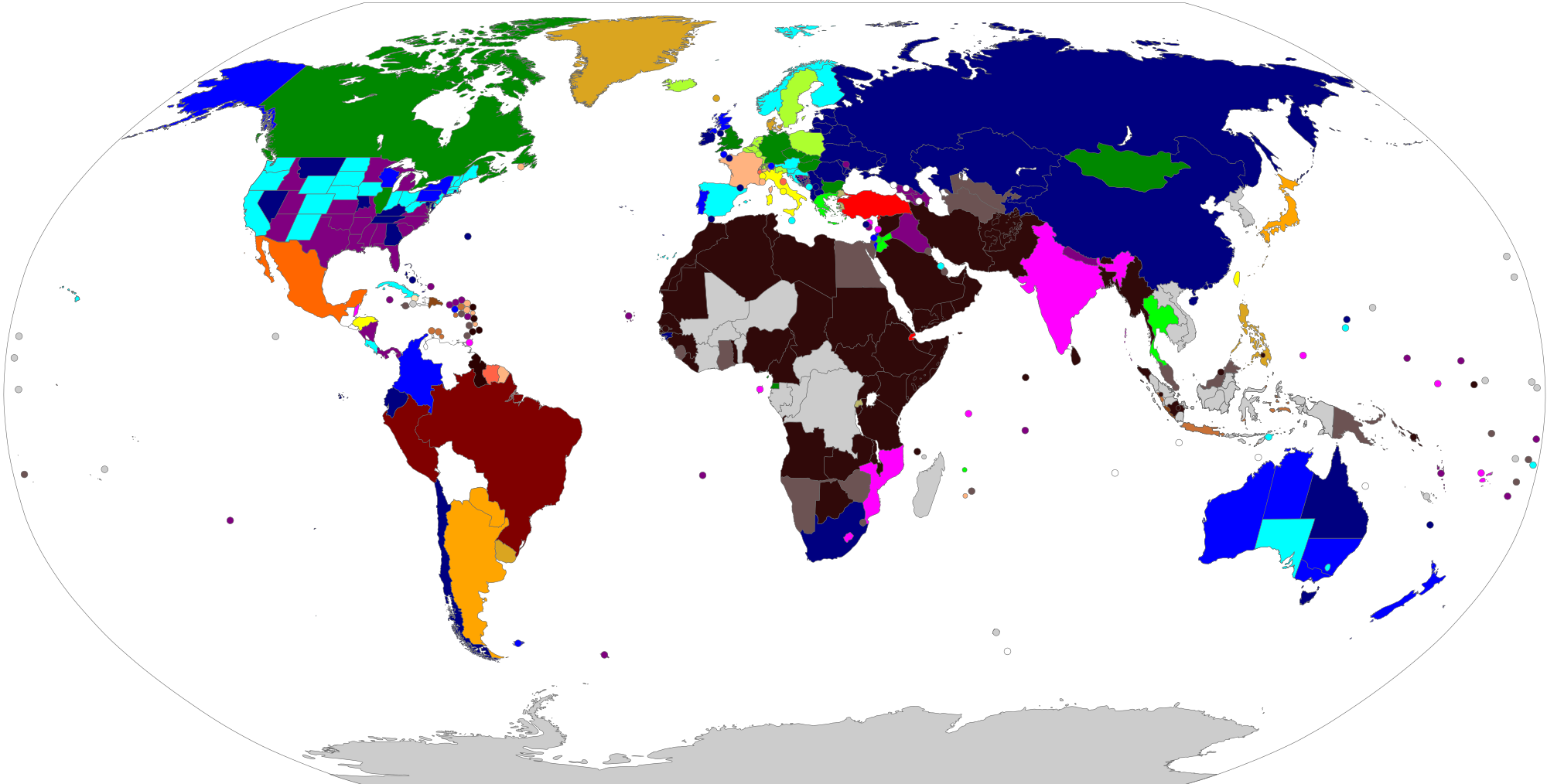
Mapa historyczna państw, które zniosły przepisy przeciwko homoseksualności.
1790–1799
1800–1819
1820–1829
1830–1839
1840–1859
1860–1869
1870–1879
1880–1889
1890–1909
1910–1919
1920–1929
1930–1939
1940–1949
1950–1959
1960–1969
1970–1979
1980–1989
1990–1999
2000–2009
Od 2010

Obecnie kontakty homoseksualne są karalne de facto lub de iure w następujących państwach lub terytoriach:

### Między mężczyznami albo kobietami
W Afryce:

- Algieria
- Dżibuti
- Egipt[18]
- Erytrea
- Etiopia
- Gwinea
- Kamerun
- Komory
- Liberia
- Libia
- Maroko
- Mauretania
- Mauritius
- Nigeria (Ziemie Kalifatu Sokoto)
- Senegal
- Somalia
- Sudan
- Sudan Południowy
- Tanzania
- Togo
- Tunezja
- Zanzibar (autonomia)

W Ameryce:

- Dominika
- Saint Vincent i Grenadyny

W Azji:

- Arabia Saudyjska

- Brunei (kara śmierci)
- Iran (kara śmierci)
- Jemen
- Katar
- Kuwejt
- Liban (w 2017 wydano wyrok ws. dekryminalizacji[19])
- Oman
- Pakistan
- Syria
- Zjednoczone Emiraty Arabskie

W Europie:

- Czeczenia (kraj Rosji)

W Oceanii:

- Papua-Nowa Gwinea
- Samoa
- Wyspy Salomona

### Między mężczyznami
W Afryce:

- Gambia
- Ghana
- Kenia
- Malawi
- Namibia
- Nigeria
- Sierra Leone
- Eswatini
- Uganda
- Zambia
- Zimbabwe

W Ameryce:

- Grenada
- Gujana
- Jamajka
- Saint Kitts i Nevis
- Saint Lucia

W Azji:

- Bangladesz
- Malezja
- Mjanma
- Palestyna (tylko w Gazie)
- Singapur
- Sri Lanka
- Turkmenistan
- Uzbekistan

W Oceanii:

- Kiribati
- Tonga
- Tuvalu
- Wyspy Cooka

## Krytyka
Organizacje chroniące prawa człowieka krytykują penalizację kontaktów homoseksualnych, podkreślając, że jakakolwiek forma dyskryminacji osób o orientacji homo- czy biseksualnej jest łamaniem tychże praw.
Kryminalizacja kontaktów homoseksualnych poprzez skazywanie kobiet i mężczyzn za podejmowanie dobrowolnych stosunków seksualnych z osobami tej samej płci stanowi według Amnesty International poważne pogwałcenie praw człowieka – w tym prawa do prywatności, wolności od dyskryminacji, wolności ekspresji, prawa do stowarzyszeń. Kryminalizacja kontaktów homoseksualnych została potępiona m.in. przez Komitet Praw Człowieka, Rada Gospodarcza i Społeczna ONZ, a także Komitet ds. Likwidacji Dyskryminacji Kobiet.
Organizacje broniące praw człowieka, w tym Komitet Praw Człowieka ONZ (od 1999 roku), wzywają państwa nie tylko do usunięcia przepisów penalizujących stosunki homoseksualne, lecz także do włączania do konstytucji zakazu dyskryminacji ze względu na orientację seksualną.

## Zadośćuczynianie

### Oficjalne przeprosiny
Daniel Andrews, premier australijskiego stanu Wiktoria, przedstawił oficjalne przeprosiny za dawne przepisy, na mocy których osoby homoseksualne karano więzieniem. To pierwsze oficjalne przeprosiny tego typu w tym kraju.
W 2016 r. kanadyjski premier Justin Trudeau przeprosił w imieniu Kanady za dekady systematycznej opresji i odrzucenia, wspieranych przez państwo. Trudeau nazywając dekady historycznej niesprawiedliwości wspólnym wstydem, złożył też propozycję wypłacania odszkodowań i umożliwienia osobom skazanym za dobrowolne stosunki homoseksualne możliwości usunięcia imienia z rejestru karnego.
W 2018 r. irlandzki premier Leo Varadkar przeprosił osoby LGBT za historyczne prześladowanie gejów i lesbijek.

### Przywracanie dobrego imienia
W 2017 r. rząd niemiecki przyjął ustawę o wymazaniu wyroków za homoseksualność.
W 2018 r. australijski stan Terytorium Północne przeprosił za homofobiczne prawo i umożliwił osobom z wyrokiem za homoseksualizm przywrócenie dobrego imienia.